# قصر عزيزة فهمي
قصر عزيزة فهمي هو قصر يقع في منطقة جليم بمدينة الإسكندرية، مصر. تم بنائه في عام 1905 باسم عزيزة هانم فهمى ابنة كبير المهندسين في القصر الملكى على باشا فهمى على مساحة 15 ألف م2 وقد صممه المهندس المعمارى الايطالى جرانتوا اثناء إنشاء كورنيش الإسكندرية.

## محاولات هدمه
القصر مسجل على قائمة المباني التراثية ذات الطراز المعماري المميز، وقد تقدمت الشركة المالكة له بمشروع منذ عامين لتحويله لمنشأة سياحية، لكن تم رفضه بسبب أن التصميمات ستشوه النسق المعماري للمنطقة المحيطة بالقصر، وأقرت اللجنة وقتها إمكانية تحويله فقط إلى (بوتيك أوتيل) للحفاظ على طرازه المعماري الفريد. وكان هناك نزاع قضائي بين الشركة القابضة للسياحة والفنادق والورثة وانتهى بحصول الدولة ممثلة في شركة إيجوث إحدى الشركات التابعة للشركة القابضة للسياحة والفنادق، على مساحة ٨ آلاف متر شاملة القصر، ليكون نصيب الورثة 7 آلاف متر من الأرض المحيطة بالقصر.